# Karen Bernedo
Karen Paola Bernedo Morales es una comunicadora, antropóloga visual, activista de derechos humanos, investigadora y documentalista social peruana radicada en Lima.
Es cofundadora del proyecto colectivo de museografía alternativa Museo Itinerante Arte por la Memoria. Es docente en la Facultad de Artes Escénicas de la Universidad Científica del Sur y columnista en el medio digital Sudaca.pe.  

## Formación
Estudió Comunicación Social en la Universidad Nacional Mayor de San Marcos (UNMSM).
Ha cursado el Diplomado en el posgrado de Estudios de Género de la Pontificia Universidad Católica del Perú (PUCP) y posee una maestría en Antropología visual.

## Carrera
Los temas que explora e investiga se relacionan con la historia y el empoderamiento de las mujeres y el arte como herramienta de reparación y memoria colectiva. Sus indagaciones se materializan en proyectos curatoriales y audiovisuales. 
Entre sus proyectos curatoriales se encuentran María Elena Moyano, 25 años de afirmación a la vida (en el Congreso del Perú, 2017); Resistencia Visual 1992, Carpeta colaborativa (en el Lugar de la Memoria, la Tolerancia y la Inclusión Social, 2017); Las Primeras, mujeres al encuentro de la historia (Centro Cultural de la Universidad del Pacífico, 2018 y re-exhibido de manera presencial y virtual en otros espacios posteriormente); Emancipadas y emancipadoras, las mujeres de la independencia del Perú (Centro Cultural de España en Lima, 2019).
Entre 2020 y 2021 desarrolló la serie documental Históricas: Precursoras de la igualdad del siglo XX, encargada por el Proyecto Especial Bicentenario, el marco de las exposiciones programadas por la celebración del Bicentenario de la Independencia del Perú. Dicha muestra fue presentada en formato digital y físico, en el Museo Metropolitano de Lima.
Es miembro fundadora del Museo itinerante Arte por la Memoria, asociación cultural dedicada a promover los derechos humanos desde la producción cultural y que  obtuvo varios reconocimientos, entre ellos el premio Príncipe Claus otorgado por la fundación holandesa Príncipe Claus, que reconoce a personas e iniciativas que han tenido un impacto sociocultural positivo. 
Entre su producción audiovisual se encuentra el documental, presentado por la Universidad de Pacífico, El patrimonio invisible, rutas para recuperar la memoria de las protagonistas de muestra historia (2021). En él se rinde homenaje a personajes femeninos de la historia del Perú —tales como Clorinda Matto de Turner, Mercedes Cabello, Micaela Bastidas, Manuela Sáenz y María Parado de Bellido, la primera generación de universitarias mujeres, políticas y activistas por el sufragio femenino— a partir del patrimonio material de la ciudad de Lima.
En 2007 dirigió el proyecto de videopoesía Poéticas Visuales de la Resistencia, que contó con el auspicio del Programa Democracia y Transformación Global de la Universidad Nacional Mayor de San Marcos.En el 2025, fue jefa de DM Cultura, el área cultural de la Derrama Magisterial.

## Distinciones
Fue ganadora de la beca residencia en proyectos avanzados Escuelab 2009-2011, donde finalizó su investigación sobre prácticas culturales y simbólicas en el contexto del conflicto armado interno peruano.
Ha sido ganadora de la beca Sephis 2010 en Salvador Bahía, gracias a la cual fortaleció su formación en museos, memoria, identidad y patrimonio; y también de la beca Sephis 2011, para realizar un Taller de Metodologías Visuales para proyectos de desarrollo social (El Cairo).
El proyecto colectivo Museo itinerante Arte por la Memoria fue reconocido con el Premio Nacional a las Artes y Ciencias en  Derechos Humanos de 2012, otorgado de manera conjunta por las organizaciones civiles Equipo Peruano de Antropología Forense (EPAF), Chirapaq-Centro de Culturas Indígenas del Perú, el Centro de Desarrollo Étnico (CEDET), el Movimiento Homosexual de Lima (MHOL) y el Grupo Impulsor Contra el Racismo y otras formas de Discriminación. Dicho proyecto también fue ganador del Premio Príncipe Claus 2014.

## Exposiciones
Ha realizado diversas exposiciones, entre ellas:
- Resistencia visual 1992. Carpeta colaborativa. LUM, Lima, Perú (2017).[16]
- Emancipadas y emancipadoras. Las mujeres de la independencia del Perú. Centro Cultural de España, Lima, Perú (2019).[17]
- Las primeras. Mujeres al encuentro de la historia (en línea). Centro Cultural de la Universidad del Pacífico, Lima, Perú (2020).[18]
- Las Patriotas. Exposición conjunta con Pilar Pedraza. Centro Cultural Ricardo Palma, Lima, Perú (2021).[19]
- Emancipadas y emancipadoras. Las mujeres de la independencia del Perú. Exhibición virtual (2021).[10]
- Históricas: precursoras de la igualdad en el siglo XX. Museo Metropolitano de Lima, Perú (2021).[11]
- Históricas: precursoras de la igualdad en el siglo XX. Centro Cultural de la Universidad Nacional de San Agustín de Arequipa, Perú (2022).[20]

## Filmografía
- Mamaquilla. Los hilos (des)bordados de la guerra. LUM , Lima, Perú (2011).[21]
- El patrimonio invisible, rutas para recuperar la memoria de las protagonistas de muestra historia (2021)
- Históricas: Precursoras de la igualdad en el siglo XX. Exhibición virtual (2021-2022).[22]
- La Cantuta, el arte de la persistencia (2022)[23]